# 汉斯-康拉德·特林普勒
汉斯-康拉德·特林普勒（德語：Hans-Konrad Trümpler，1960年8月15日—），瑞士男子赛艇运动员。他曾代表瑞士参加世界赛艇锦标赛，获得一枚金牌、一枚银牌和一枚铜牌。他也曾参加1980年和1984年夏季奥运会。